# 獅王的榮耀
《獅王的榮耀》（英語：Father of the Pride）是一部由夢工廠動畫公司為美國全國廣播公司製作，由杰弗瑞·卡森伯格創作的美國成人處境喜劇動畫。該劇於2004年8月31日首播，並在2005年5月27日結束。儘管受到大量宣傳和支持，它僅播出了一季，便成為短暫黃金時段網絡電視動畫潮流中的一部分。《獅王的榮耀》講述了一個白獅家庭的故事，其家長是拉斯維加斯表演節目「齊格菲與羅伊」中的明星。儘管受到大量宣傳和支持，該劇僅播出一季後便被取消。而真實生活中的羅伊·霍恩在2003年10月的舞台事故也延遲了節目的傳播和製作。

## 劇情
《獅王的榮耀》講述了一個充滿冒險與歡笑的白獅家庭的故事。家庭成員包括：拉里（Larry），一個笨拙然而充滿愛心的父親，他是「齊格菲與羅伊」表演節目的明星；凱特（Kate），一個美麗的家庭主婦，也是特別女性團體的成員；希拉（Sierra），一個經常對家庭感到煩惱的青少年女兒；亨特（Hunter），一個尷尬的兒子，是《魔戒》的狂熱粉絲；以及凱特的父親薩莫提（Sarmoti），他經常對拉里不滿。除了這些主角，還有一些反覆出現的角色，包括拉里的朋友羅渣（Roger）、查特尼（Chutney）、文森特（Vincent）和納爾遜（Nelson）；拉里的競爭對手布雷克（Blake）及其妻子維多利亞（Victoria）；以及希拉的男友賈斯汀（Justin）。每一集的劇情都緊緊圍繞著這些角色的日常生活和冒險展開，充滿了幽默和溫馨的場景。
該劇講述了一個白獅家庭的冒險故事。家庭成員包括笨拙但好心的拉里（Larry），他是表演節目「齊格菲與羅伊」中的明星；美麗的家庭主婦凱特（Kate），她是特別女性團體的成員；經常對家庭感到煩惱的青少年女兒希拉（Sierra）；尷尬的兒子亨特（Hunter），他是《魔戒》的狂熱粉絲；凱特的父親薩莫提（Sarmoti），他經常對拉里不滿；以及拉里的淘氣夥伴，地鼠斯納克（Snack）。除了這些主角，還有一些反覆出現的角色，包括拉里的朋友羅傑（Roger）、查特尼（Chutney）、文森特（Vincent）和納爾遜（Nelson）；拉里的競爭對手布雷克（Blake）及其妻子維多利亞（Victoria）；薩莫提的朋友伯尼（Bernie）、杜克（Duke）、查茲（Chaz）和鼻子兄弟（Snout Brothers）；以及希拉的男友賈斯汀（Justin）。每一集的劇情都圍繞這些角色的日常生活和冒險展開，充滿了幽默和溫馨的場景。

## 發展

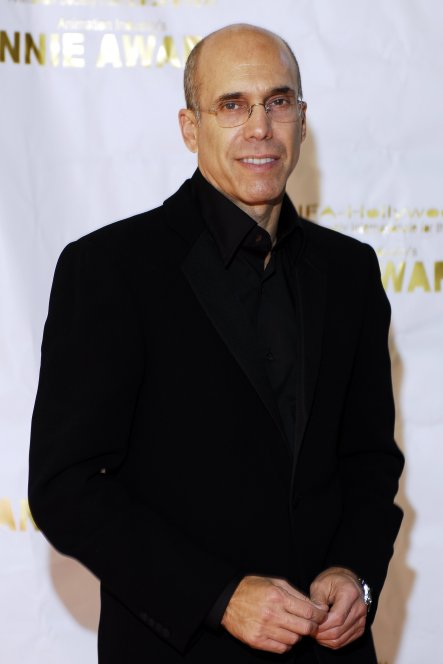
杰弗瑞·卡森伯格（如圖）是該劇的創作者。

《獅王的榮耀》由杰弗瑞·卡森伯格創作，製作過程耗時超過兩年，動用了超過200名動畫師。電腦動畫由位於香港的意馬國際負責製作。第一季製作了30個主要場景、500個特殊道具和約100個角色。製作團隊為了提升節目的質量，還投入了大量資源和時間在動畫效果和場景設計上。實際上的齊格菲與羅伊的獅子住在拉斯維加斯的秘密花園，該花園成為《獅王的榮耀》中獅子家庭和其他角色的主要居住地。劇中的故事主要圍繞拉里和他的家庭展開，他們的住宅設計最為仔細，當中包括客廳、廚房和兒童臥室。

## 聲演

### 主要角色
- 拉里（Larry）：由約翰·古德曼配音。拉里是該劇的主角，是一頭中年、超重的白獅，從布朗克斯動物園來到齊格菲與羅伊的世界著名魔術表演中擔任明星。他經常陷入各種麻煩，但總是能夠靠自己的智慧和朋友的幫助解決問題。
- 凱特（Kate）：由雪梨·海因斯配音。凱特是拉里的配偶，希拉和亨特的母親，薩莫提的女兒。她努力在家庭中建立自己的個性，同時支持拉里和孩子們的各種活動。她的角色展示了一個現代女性在家庭和個人生活中的平衡。
- 希拉（Sierra）：由丹妮爾·哈里斯配音。希拉是拉里和凱特的叛逆且外向的16歲女兒，對家庭經常感到煩惱。她渴望獨立，經常挑戰父母的權威，但內心深處仍然愛著家人。她的角色反映了許多青少年的典型困境和成長過程。
- 亨特（Hunter）：由達瑞爾·薩巴拉配音。亨特是拉里和凱特友好且敏感的10歲兒子，對《魔戒》著迷。他性格內向，經常迷失在自己的幻想世界中，但也表現出極大的創造力和智慧。亨特的角色增添了劇中的童真和幻想元素。
- 薩莫提（Sarmoti）：由卡爾·雷納配音。薩莫提是該劇的主要反派，是希拉和亨特的祖父，凱特的父親，對拉里充滿敵意和嫉妒。他的角色提供了許多劇情中的衝突和張力，並展示了一個老年人對新生代的複雜情感。
- 斯納克（Snack）：由奧蘭多·瓊斯配音。斯納克是拉里的好朋友，是一隻調皮的地鼠。他經常參與拉里的冒險，並提供幽默和機智的對話。斯納克的角色為劇中的喜劇效果增色不少。

### 配角
- 布雷克（Blake）：由約翰·奧哈利）配音。布雷克是一隻白虎，是拉里的死對頭。他聰明且狡猾，經常與拉里競爭，試圖搶走他的風頭。布雷克的存在增加了劇情的張力和戲劇性。
- 維多利亞（Victoria）：由溫迪·馬利克配音。維多利亞是布雷克的妻子。她優雅且聰明，經常在布雷克和拉里的衝突中扮演調解者的角色。維多利亞的角色展示了一個聰明、獨立的女性形象。
- 羅傑（Roger）：由[布萊恩·斯特潘克]]配音。羅傑是一隻猩猩，是拉里的朋友。他性格憨厚，經常提供實用的建議和幫助。羅傑的角色為劇中的友情主題增添了深度。
- 查特尼（Chutney）：由布萊恩·喬治和約翰·恩尼斯配音。查特尼是一隻亞洲象，是拉里的朋友。他充滿智慧和幽默感，經常參與拉里的冒險。查特尼的角色展示了不同動物之間的友誼和合作。
- 文森特（Vincent）：由唐·斯塔克配音。文森特是一隻義大利口音的火烈鳥。他風趣且充滿個性，經常為劇中的對話增添色彩。文森特的角色增加了節目的多樣性和趣味性。
- 納爾遜（Nelson）：由安迪·瑞克特配音。納爾遜是一隻熊貓，是拉里的朋友。他溫和且友善，經常在關鍵時刻提供支持。納爾遜的角色讓劇中的友誼和團結精神更加突出。

## 集數
《獅王的榮耀》共播出了15集，其中一集未完成，兩集未播出。每集長度約為22分鐘。每一集的劇情都圍繞著拉里和他的家庭展開，展示了他們在面對各種挑戰時的智慧和團結。

## 製作
該系列的製作由一組富有經驗的導演團隊精心打造，其中包括馬克·里斯利（Mark Risley）、布雷特·哈蘭德（Bret Haaland）和史蒂夫·希克納（Steve Hickner）等。[2]為了營造豐富多樣的視覺體驗，首季即創建了30個精細的主場景，開發了500個獨特的特別道具，並設計了約100個角色。其中，獅子家庭的住宅被打造得極其細緻，包括了客廳、廚房和兒童臥室等真實生活的場景。製作團隊在動畫效果和場景設計上投入了大量資源，以確保節目品質達到卓越水準。為了增強節目的真實感與沉浸感，製作團隊精心參考了實際的「齊格菲與羅伊」表演和生活場景，將現實的細節融入動畫世界，使《獅王的榮耀》在視覺效果和故事敘述上達到了高水準的表現。

## 發行與反響
《獅王的榮耀》在發行後獲得了不同的評價。儘管受到美國家長電視和傳媒委員會的抗議，該劇仍然擁有一群忠實的觀眾，並引發了不少討論。一些觀眾讚揚其創新和幽默，但也有一些批評意見。無論如何，《獅王的榮耀》作為一部實驗性的動畫劇，為後來的成人動畫節目開創了新的可能性。該劇的發行和反響也顯示了成年人動畫市場的潛力和挑戰。2006年3月，美國聯邦通訊委員會裁定該節目並不淫穢。

## 獲獎與提名
《獅子一家親》於2005年獲得安妮獎動畫電視節目角色設計獎。 該劇還獲得2005年人民選擇獎最喜愛的新電視喜劇系列提名。

## 外部連結
- 互联网电影数据库（IMDb）上《獅王的榮耀》的资料（英文）